# Jejes
Jejes, daomeanos ou evés (com as variantes gráficas eués e euês) são um povo africano que habita o Togo, Gana, Benim (antigo Daomé) e regiões vizinhas, representado, no contingente de escravizados trazidos para o Brasil, pelos povos denominados fons, minas, fantes e axantes. 
O apogeu desse tráfico foi durante o século XVIII, durando até 1815, no chamado "Ciclo da Costa da Mina" ou "Ciclo de Benim e Daomé".

## Etimologia
O substantivo «jeje» provém do étimo ioruba ajeji e significa «estrangeiro».
Os substantivos «evés», «eués» e «euês» resultam de aportuguesamentos do étimo ingles ewes. 